# Barichneumon pilosus
Barichneumon pilosus là một loài tò vò trong họ Ichneumonidae.